# 野狐

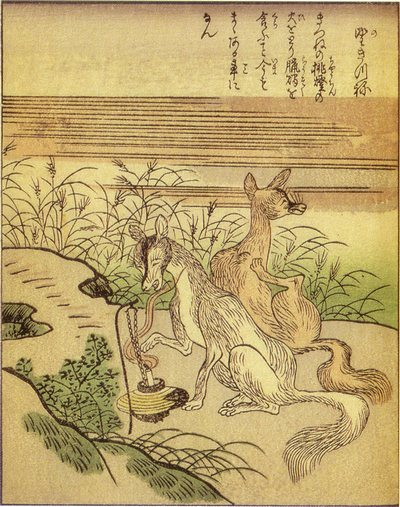
竹原春泉画『絵本百物語』より「野狐（のぎつね）」。本項の野狐（やこ）、または野干を描いたものとされる。

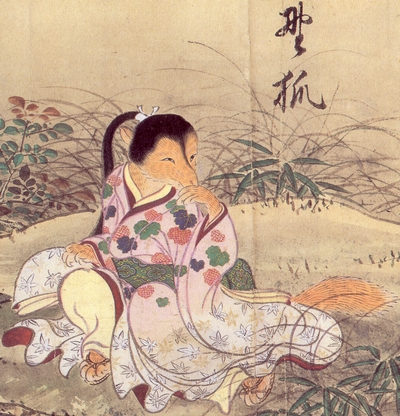
佐脇嵩之『百怪図巻』より「野狐」。

野狐（やこ）は日本に伝わる狐の妖怪。普通の野生の狐、人間を化かしたりする狐、神格を持たない狐などを差して野狐と称する。野犴（やかん）と表記する場合も室町時代以前にはある。野狗（やこ・やく）、野狛（やこ）の字をあてられることもある。「狗」も「狛」も当時では犬の類といった意味。

## 概説
人間を化かす狐たちのことである。『人国記』（16世紀頃）には和泉国の信太明神（大阪府）に野狐が多くおり、それが人をたぶらかしていたという文が見られる。
何かに化けて人を驚かしたり、幻を見せたりして人を化かしたりする存在として民間に流布している狐たち（妖狐の項目も参照）はおおよそ、この野狐に該当しているといえるが、キツネと呼称されることがほとんどであり、あえてヤコと表現される場合はそう多くはない。野狐という表現が用いられるのは主としてそれとは別の狐（信仰されるような存在）との対比が意識される場合であることが多い。江戸時代、野狐は狐たちの間の最低層位にあたる存在の呼称であるとされ、皆川淇園『有斐斎箚記』に収められた当時の宗教者が語った狐の階級も、高いものから天狐・空狐・気狐・野狐の順であげられており、階級としては一番低い。また、江戸時代の随筆『宮川舎漫筆』では、狐が語ったという話として、狐は大きく分けて善狐と野狐の2種がおり、前者は人に対して善であり後者は悪をなすものであると説かれている。これらの説も、天狐や善狐など、一般的なキツネとは違ったものとの対比をとるために「野狐」という区分が設けられたものであるといえる。

## 野狐憑き
九州地方を中心にキツネに憑かれること（憑物・つきもの）を「野狐憑き」（やこつき）という。「野狐」の意味は上述したように明確な神格を持たない狐などを差していると考えられる。
憑物として表現される際の「野狐」の姿は伝承ごとにほぼ一致しており、その姿や性質は、管狐やオサキなど同類の妖怪の伝承と近似・類似している。実在のキツネと違って色が黒いとも白いともいい、ネズミより少し大きい、あるいはネコよりも小さいとされ、本来の野狐は目に見えないともいう。長崎県平戸市周辺では、野狐が常に大勢連れ立って歩くといわれることから「ヤコの千匹連れ」という言葉もある。
長崎県や佐賀県などの北部九州では、野狐に憑かれた者は病気のような症状が現れるといわれる。壱岐島ではヤコオともいい、イタチに似たもので、これが人の脇の下に潜むとその人はヤコオに憑かれるという。ヤコオに火傷の傷跡や疱瘡（天然痘）を嘗められると死ぬといわれていたため、疱瘡を患った者はヤコオを寄せつけないように蚊帳の中に入り、周囲に麻殻の灰をまくか、または刀剣を置いて野狐が中に入ることを防いだ。
南九州では家筋に野狐が憑くとされ、野狐を飼っている（野狐の憑いている）家筋はその後も代々憑き、養いきれなくなると牛馬に憑くこともあるという。野狐持ちの家の人は、野狐をけしかけて仲の悪い者に憑けるといい、鹿児島県揖宿郡喜入町（現・鹿児島市）ではこれに憑かれると半病人のようになってしまうといわれていた。